# Ranieri II Casali
Ranieri II Casali (Cortona, 1280 circa – Cortona, 22 gennaio 1351) è stato un politico e condottiero italiano, primo signore di Cortona.

## Biografia
Figlio di Guglielmino di Uguccio e di una nobildonna dei Ghinori, conti di Fasciano, Ranieri ereditò il prestigio e le fortune della sua famiglia. La data di nascita è incerta, ma si presume sia avvenuta nel penultimo decennio del XIII secolo, considerando che nel 1325 era già padre di un figlio naturale adulto.
Nel luglio 1324 i conti di Petrella cercarono di impadronirsi di Cortona e Ranieri, conquistata la fiducia della popolazione, riuscì a cacciare i patrizi dalla città. Entrato a fare parte del "Magistrato dei Tre Consoli", nel 1325 divenne di fatto signore di Cortona, mentre il fratello Uguccio fu nominato capitano del popolo. Sotto la sua signoria, nel 1325, Cortona fu elevata a diocesi da papa Giovanni XXII.
Nel 1332 fu ordita una congiura, capeggiata dal fratello Uguccio assaltò il palazzo pubblico con l'intento di sopprimere Ranieri, suo figlio Bartolomeo, il vescovo di Cortona Raniero Ubertini per consegnare la città ai Tarlati di Arezzo. Ranieri si difese strenuamente e riuscì a cacciare i nemici. Stipulò un'alleanza coi fiorentini con la quale si obbligava a prendere le armi in loro favore. Nel luglio 1336, con l'appoggio di Perugia e affiancato dal figlio Bartolomeo, decise di vendicarsi dei Tarlati, che nel frattempo sostennero Firenze, devastando le campagne sin sotto le mura di Arezzo. Ma nel 1342 Ranieri appoggiò questa famiglia nel tentativo di recuperare Arezzo, allorché Firenze si consegnò nelle mani di Gualtieri di Brienne, detto duca di Atene.
Morì nel 1351 e alla guida della signoria gli succedette il figlio Bartolomeo.

## Discendenza
Sposò la figlia di Corraduccio di Petroio, dalla quale ebbe sei figli:
- Jacopo, condottiero
- Giovanna
- Alberto
- Bartolomeo, secondo signore di Cortona
- Franceschino
- Diora

Ebbe anche un figlio naturale, Filippo, religioso e condottiero.